# Myosotis decumbens
Myosotis rampant
Espèce
Myosotis decumbens, le Myosotis rampant, est une espèce de petites plantes herbacées de la famille des Boraginacées.

## Liste des sous-espèces
Selon BioLib (14 février 2024) :
- Myosotis decumbens subsp. decumbens
- Myosotis decumbens subsp. florentina Grau
- Myosotis decumbens subsp. kerneri (Dalla Torre & Sarnth.) Grau
- Myosotis decumbens subsp. rifana (Maire) Greuter & Burdet
- Myosotis decumbens subsp. teresiana (Sennen) Grau
- Myosotis decumbens subsp. variabilis (Angelis) Grau

## Classification
Le nom correct complet (avec auteur) de ce taxon est Myosotis decumbens Host (d).
Ce taxon porte en français les noms vernaculaires ou normalisés suivants : Myosotis rampant, Myosotis retombant,, Myosotis étalé.
Myosotis decumbens a pour synonyme :
- Myosotis teresima Sennen[3]
- Myosotis frigida (Vestergr.) Czernov[2]
- Myosotis sylvatica frigida Vestergr.[2]